# سوکلا
سوکَلّاماهیان (Rachycentridae) خانواده‌ای از ماهیان هستند. تنها ماهی عضو این خانواده ماهی سوکلا است.
سوکلا در آب‌های جنوبی ایران در سراسر دریای عمان و بخش خاوری خلیج فارس تا بندر لنگه پراکنش دارد.